# Incydent Laconii
Incydent Laconii – wydarzenie z okresu II wojny światowej związane z zatopieniem przez niemiecki okręt podwodny U-156 brytyjskiego statku „Laconia”, podjęciem przez dowódcę okrętu akcji ratowania rozbitków, a następnie atakiem na niemiecką jednostkę przez amerykański samolot bombowy. Skutkiem zdarzenia dowódca niemieckiej floty podwodnej admirał Karl Dönitz wydał rozkaz, znany pod nazwą Laconia-Befehl, nakazujący zaniechanie ratowania rozbitków z zatopionych jednostek. Rozkaz ten stał się po wojnie podstawą oskarżenia admirała przed Międzynarodowym Trybunałem Wojskowym w Norymberdze o zbrodnie wojenne.

## Niemiecki rajd na południowy Atlantyk
Bardzo dobre wyniki działalności dwudziestu ośmiu niemieckich U-Bootów operujących wczesnym latem 1942 roku na południowym Atlantyku oraz większa dostępność „podwodnych zbiornikowców”, skłoniły admirała Dönitza do nakazania kontynuowania patroli w tym rejonie także w końcowym okresie lata oraz jesienią. Niemieckie dowództwo podzieliło skierowane na południowy Atlantyk okręty na trzy grupy:
- Iltis. W jej skład wchodził U-107(inne języki) oraz, należące poprzednio do grupy Blücher, pięć okrętów podwodnych typu VII. Wilcze stado Iltis („Tchórz”) otrzymało obszar operacyjny rozciągający się na południe od Azorów aż po Freetown (ówczesna Brytyjska Afryka Zachodnia), w którym miało tropić i zwalczać konwoje SL (łączące Afrykę zachodnią z Anglią). Dwa okręty typu VII: (U-406 oraz U-214) powróciły wkrótce do Francji, natomiast pozostałe cztery kontynuowały patrol w kierunku Freetown, nie napotkawszy jednak żadnych konwojów.
- Eisbär. Złożona była z czterech okrętów typu IXC wspieranych przez zbiornikowiec U-459. Grupa Eisbär („Niedźwiedź polarny”) miała prowadzić operacje w rejonie Kapsztadu, po czym w razie możliwości i celowości, udać się dalej na Ocean Indyjski. Jeden z okrętów tej grupy, dowodzony przez Wernera Hartensteina U-156, płynąc na południe dołączył 27 sierpnia 1942 roku do atakującej konwój SL 119 grupy Blücher i zatopił brytyjski frachtowiec „Clan Macwhirter”.
- zgrupowanie „krążowników podwodnych”. Nie będąc formalnie grupą – w związku z czym nie posiadało nazwy – składało się z czterech dużych okrętów typu IXD2. Zgrupowanie to miało opłynąć Przylądek Dobrej Nadziei, kierując się na Ocean Indyjski w celu prowadzenia tam działań przeciwko niezorganizowanej w konwoje żegludze alianckiej.

Dönitz wydał także polecenie, aby pięć innych okrętów (typów IXC i VII) działając pojedynczo, patrolowało akwen w pobliżu Freetown, i dalej na południe w kierunku Zatoki Gwinejskiej. W sumie więc, pod koniec sierpnia i we wrześniu 1942 roku, liczba okrętów w pobliżu Freetown i dalej sięgnęła siedemnastu. Miały one otrzymać wsparcie trzech zbiornikowców podwodnych i dwóch eks-holenderskich okrętów podwodnych przebudowanych na dostarczające torpedy zaopatrzeniowce. Wody południowego Atlantyku patrolowały w tym czasie także trzy włoskie okręty podwodne: „Agostino Barbarigo”, „Archimede” i „Cappellini”.

## Zatopienie „Laconii”
Rankiem 12 września 1942, dowodzony przez Hartensteina U-156 wykrył nieprzyjacielski statek – brytyjski liniowiec towarzystwa Cunard White Star RMS „Laconia”. „Laconia” była dużym statkiem pasażerskim o pojemności 19 700 BRT, służącym jako transportowiec wojska. Jednostka ta płynęła samotnie na północ, z Kapsztadu do Anglii, i znajdowała się około dziewięciuset mil na południe od Freetown.
Na jej pokładzie znajdowało się 2725 osób, załoga licząca 463 marynarzy i oficerów, 286 podróżujących żołnierzy, 80 cywilów (głównie kobiety i dzieci) oraz 103 polskich żołnierzy pełniących służbę wartowniczą przy 1793 włoskich jeńcach wojennych.

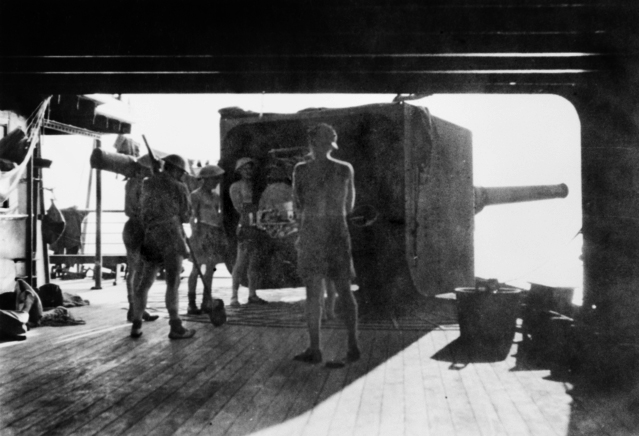
Działo na pokładzie „Laconii”

Pozostając za horyzontem, U-156 podążał za „Laconią” do zapadnięcia nocy, przy świetle księżyca zbliżył się natomiast do niej aby wykonać atak nawodny. Niemiecki okręt odpalił dwie torpedy z wyrzutni dziobowych.
Pierwsza torpeda uderzyła w „Laconię” o 8:07 na wysokości śródokręcia w ładownię nr 2, zabijając setki z więzionych tam Włochów, druga uderzyła w dziób. „Laconia” szybko przechyliła się na burtę, co już od początku znacznie utrudniło, a wkrótce całkowicie uniemożliwiło spuszczenie na wodę wszystkich łodzi ratunkowych. Wśród włoskich jeńców wybuchła panika, rzucili się w kierunku łodzi ratunkowych, do których ładowani byli pasażerowie. W zamieszaniu trzech angielskich oficerów otworzyło ogień zabijając nieznaną liczbę jeńców, a także najprawdopodobniej przynajmniej kilku marynarzy „Laconii”. Według naocznych świadków, ogień do jeńców włoskich na statku otwierano kilkukrotnie w różnych jego miejscach, w niektórych relacjach wspomina się, że strzelali angielscy żołnierze, w niektórych także, że strzelali Polacy, choć wydaje się to być mało prawdopodobne, jako że polskim strażnikom nie wydano amunicji do ich karabinów. Większość Włochów była w bardzo kiepskiej kondycji fizycznej – więźniowie od kilku dni otrzymywali do jedzenia tylko chleb i wodę, co było karą za palenie w ładowni (co było zakazane) oraz za próby kradzieży żywności
Podczas gdy załoga trafionej jednostki transportowej zaczęła spuszczać łodzie ratunkowe i wyrzucać do wody tratwy, jej radiooperator nadał sygnał ostrzegawczy o obecności okrętu podwodnego (SSS), podając też nazwę statku i jego pozycję, wraz z informacją, iż został storpedowany. Sygnał ten nie został jednak odebrany przez żadną z alianckich stacji radiowych, podobnie jak kolejny komunikat „Laconii”, nadany cztery minuty później, dotarł jednak do U-156.
Na łodziach ratunkowych wystarczyło miejsca dla alianckich marynarzy, pasażerów i żołnierzy, ale już nie dla wszystkich jeńców włoskich, którzy musieli skakać do wody. Wokół statku pojawiły się przyciągnięte hałasem rekiny. Z pokładu U-156 usłyszano wołanie o pomoc w języku włoskim.

## Akcja ratunkowa
Zgodnie z obowiązującym i przestrzeganym zarówno przez Niemców, jak i przez Aliantów prawem międzynarodowym, atak U-156 na „Laconię” był usprawiedliwiony. „Laconia” była bowiem statkiem uzbrojonym (dwa działa kalibru 120 mm i sześć dział przeciwlotniczych kalibru 76 mm), płynęła też zaciemniona, zygzakując. Obowiązujące dowódców U-Bootów przepisy Kriegsmarine zakazywały ratowania lub brania do niewoli rozbitków (z wyjątkiem kapitanów i pierwszych mechaników) Hartenstein miał prawo odpłynąć pozostawiając wszystkich rozbitków – łącznie z Włochami – ich własnemu losowi. W ciągu dwóch godzin marynarze z U-156 wyłowili z wody dziewięćdziesięciu Włochów, w tym wielu z ranami zadanymi bagnetami lub od ugryzień rekinów. Setki dalszych rozbitków wciąż jednak przebywało w wodzie.

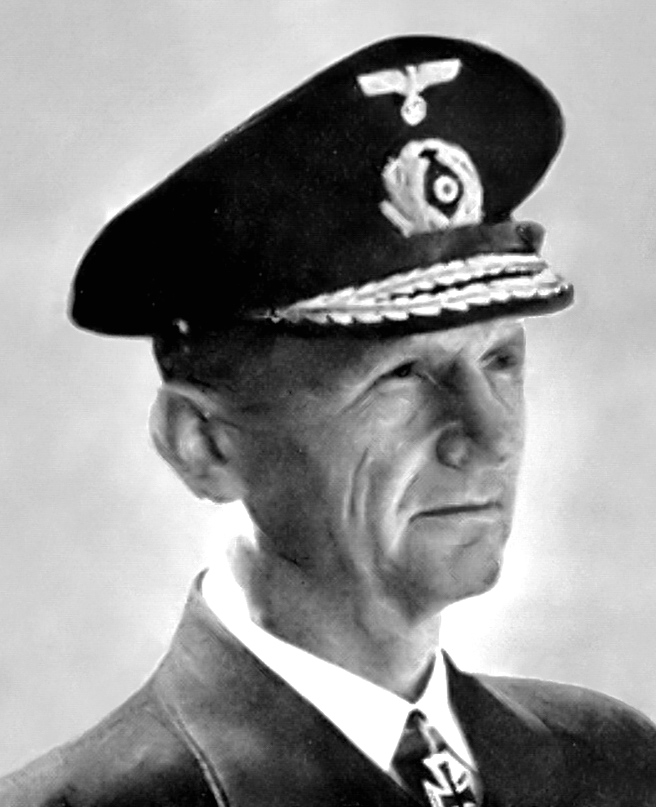
Admirał Karl Dönitz

Hartenstein drogą radiową powiadomił o sytuacji admirała Dönitza prosząc przy tym o instrukcje „zatopiłem brytyjską Laconię z 1500 włoskimi jeńcami wojennymi, wyłowiłem na razie 90, proszę o instrukcje”. Dönitz zaaprobował prowadzenie akcji ratunkowej i rozkazał trzem znajdującym się w pobliżu U-Bootom aby udały się w miejsce katastrofy co też uczyniły U-506 i U-507, rozkaz został zignorowany przez „mleczną krowę” U-459, której dowódca uznał, że znajduje się zbyt daleko aby wystarczająco szybko dotrzeć do celu. Dönitz poprosił także włoskiego oficera łącznikowego stacjonującego w Bordeaux, aby na miejsce zatopienia „Laconii” skierować także włoski okręt podwodny „Cappellini”, który operował w pobliżu.
Następnie admirał powiadomił Berlin o sytuacji oraz o zaimprowizowanym planie, który przewidywał, że osiem okrętów wysadzi rozbitków w położonym o 600 mil na północny wschód porcie Bingerville na Wybrzeżu Kości Słoniowej, podległym rządowi Vichy. W odpowiedzi Hitler oświadczył, że Hartenstein nie powinien nic meldować, spokojnie zejść pod wodę i oddalić się z miejsca katastrofy. Podkreślił, że nic nie może przeszkodzić grupie Eisbär w przeprowadzeniu ataku z zaskoczenia na port w Kapsztadzie, który miał być paraliżującym ciosem dla dostaw dla Brytyjczyków w Egipcie oraz Rosjan, przez Zatokę Perską. W reakcji na to dowodzący całością niemieckiej floty admirał Erich Raeder polecił Dönitzowi wyłączyć z operacji ratunkowej wszystkie jednostki stada Eisbär, włącznie z U-156 Hartensteina, i skierować je dalej do Kapsztadu zgodnie z pierwotnym planem. U-506, U-507 i „Cappellini” miały zabrać włoskich rozbitków z U-156 oraz wyłowić innych Włochów, jeśli można ich uratować bez narażania okrętów na niebezpieczeństwo. Nie powinni jednak wyławiać z wody innych rozbitków. Raeder poprosił też rząd Vichy aby wysłał okręty z Dakaru i Wybrzeża Kości Słoniowej, w celu spotkania z U-Bootami w morzu i przejęcia rozbitków.
W międzyczasie Hartenstein podjął już z wody około 400 ocalałych z „Laconii”. Na pokład swojego okrętu zabrał 193 osoby, w tym 172 Włochów oraz 21 Brytyjczyków – mężczyzn i kobiet, rozmieszczając w łodziach ratunkowych pozostałych. W kolejnej depeszy radiowej do Dönitza szczegółowo opisał zatopienie statku oraz zaproponował „neutralizację” akwenu dla przeprowadzenia bezpiecznej akcji. Admirał przekazał prośbę do Berlina, jednak Raeder i OKM (Oberkommando der Marine) odrzucili propozycję – wściekły na całą sytuację Hitler, zarządził bowiem, że nie przekaże aliantom żadnej informacji o zatopieniu „Laconii” i podjętej przez okręty Osi akcji ratunkowej. Raeder nie uważał natomiast za rozsądne wchodzenie w jakieś „układy” z aliantami, którzy nie byli jego zdaniem godni zaufania. Nie czekając na aprobatę z Niemiec, Hartenstein na własną rękę 13 września rano trzykrotnie nadał otwartym tekstem w języku angielskim komunikat:

Jeśli jakiś statek udzieli pomocy załodze zatopionego statku „Laconia”, nie będę go atakował pod warunkiem, że sam nie zostanę zaatakowany przez okręt lub samolot. Wyłowiłem 193 ludzi. 4°52′ szerokości południowej, 11°26′ szerokości zachodniej. Niemiecki okręt podwodny.

Wiadomość przechwycili Brytyjczycy we Freetown, sądzili jednak, że może to stanowić pułapkę – nie dali więc wiary informacji oraz nie zgodzili się na podjęcie odpowiedniej akcji. Dowódca U-156 nie czekając na odpowiedź w dalszym ciągu wyławiał z wody rozbitków. Chcąc zmniejszyć zatłoczenie na swoim okręcie, przeniósł do szalup 31 Anglików i Włochów, zatrzymując cztery brytyjskie kobiety. Aby nie dopuścić do zatonięcia łodzi, przemieszczał ludzi z najbardziej przeciążonych na inne, w których było więcej miejsca. Nieco później Dönitz odwołał rozkazy wydane dla czterech okrętów grupy Eisbär i polecił Hartensteinowi, aby przekazał wszystkich rozbitków pierwszemu z pozostałych okrętów podwodnych, który przybędzie, a następnie by popłynął na południe, w celu ponownego dołączenia do swojej grupy i przeprowadzenia ataku na Kapsztad. W odpowiedzi na prośbę Berlina lokalne władze Vichy detaszowały tymczasem na miejsce katastrofy krążownik „Gloire” z Dakaru oraz kanonierki : „Annamite” i większą, lecz powolniejszą „Dumont d’Urville” z Konakry w Gwinei i z Kotonu w Dahomeju. Z zapisów w dzienniku pokładowym U-156 wynika, że Hartenstein przez cały następny dzień (14 września) pełnił rolę opiekuna. Poza 162 rozbitkami umieszczonymi na pokładzie, wokół były jeszcze 22 całkowicie wypełnione ludźmi łodzi i duża liczba małych tratw ratunkowych”. Podniósł z wody i prawidłowo ustawił częściowo zatopione szalupy, oszczędnie rozdzielił wodę i żywność, jednakowo Brytyjczykom i Włochom, oraz przemieścił rozbitków, aby wyrównać obciążenie łodzi. Na U-156 przechwycono wiadomości Dönitza skierowane do pozostałych czterech okrętów stada, nakazujące odwołanie akcji ratowniczej. Admirał uprzedzał też dowódcę U-159, aby był gotowy do zluzowania Hartensteina, który ma uczestniczyć operacjach grupy Eisbär. Dowódca niemieckiej floty podwodnej skierował też depesze do U-156, U-506 i U-507 dotyczące prowadzenia akcji ratunkowej oraz spotkania z okrętami francuskimi. Dönitz wysłał do nich komunikat:

Każdy U-Boot, włącznie z U-Bootem Hartensteina, może zabrać na pokład tylko tyle osób, aby być w stanie pełnej gotowości do akcji w położeniu podwodnym.

U-506 oraz U-507 przypłynęły na miejsce storpedowania „Laconii” 15 września, a decyzją admirała Dönitza, U-156 komandora podporucznika Hartensteina został od tego momentu formalnie zastąpiony w grupie Eisbär przez U-159 Helmuta Wittego. Aby nie przepełniać okrętu, Hartenstein przeniósł zgodnie z rozkazami 132 Włochów na U-506, zatrzymując u siebie 131 osób, w tym pięć kobiet. U-506 Ericha Würdemanna wziął także na hol cztery łodzie, na których miejsce znalazło około dwustu pięćdziesięciu ludzi.

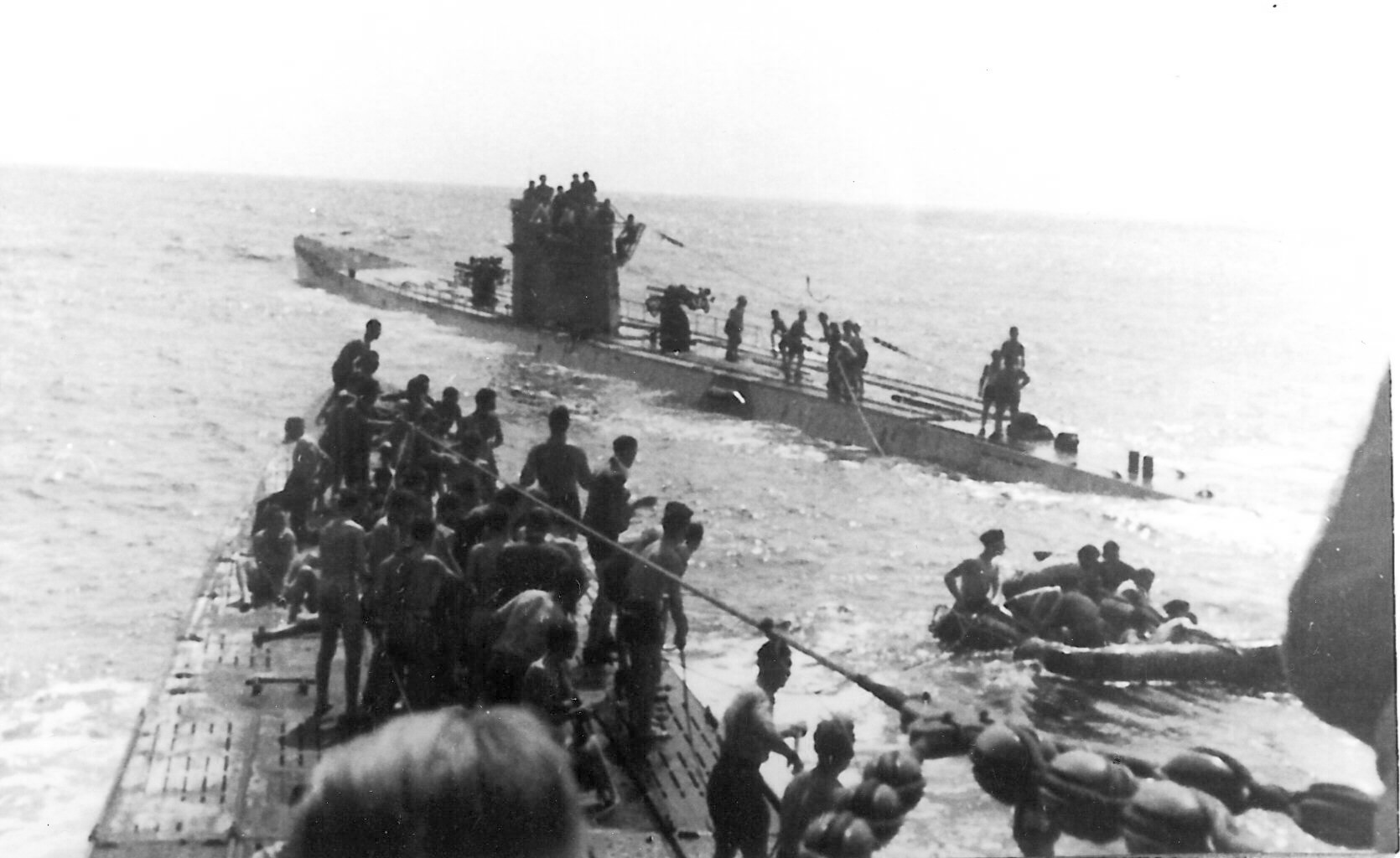
Transfer rozbitków z „Laconii”, między U-156 (na pierwszym planie) i U-506 (w tle)

U-507 Harro Schachta zabrał na pokład 149 Włochów, dwóch angielskich oficerów i dwie kobiety z łodzi i tratw, a także cztery szalupy na holu z 86 Anglikami i 9 Polakami. Würdemann i Schacht poinformowali Dönitza o swojej sytuacji. Dowódca U-506 depeszował, że holuje łodzie ratunkowe z 250 osobami bez wskazania ich narodowości, Schacht natomiast zameldował, że również i on ciągnie cztery szalupy, w których znajduje się dziewięćdziesięciu pięciu Brytyjczyków i Polaków. Otrzymawszy tę depeszę, Dönitz rozkazał dowódcy U-507, aby odciął i pozostawił łodzie.
W okresie poprzedzającym zatopienie „Laconii”, Stany Zjednoczone zbudowały utrzymywane w ścisłej tajemnicy lotnisko na należącej do Wielkiej Brytanii Wyspie Wniebowstąpienia (Ascension), położonej 250 mil na południowy zachód od miejsca zatopienia „Laconii”. Miało ono służyć jako stacja zaopatrująca w paliwo samoloty bojowe i transportowe, lecące do Afryki trasą przez południowy Atlantyk. Lotnisko miało także – w ograniczonym zakresie – zapewniać osłonę lotniczą i pomoc w ratownictwie na tym akwenie południowego Atlantyku. W tym celu przybył tam dywizjon złożony z 23 samolotów USAAF: 13 myśliwskich P-39 Airacobra i 5 bombowców taktycznych B-25 Mitchell. Dywizjon wyposażony był w bomby głębinowe i lotnicze do zwalczania okrętów podwodnych, jego piloci nie byli jednak przeszkoleni w ich użyciu. 15 września pięć samolotów w trakcie lotu z Ascension do Ankry  wytropiło dwa niemieckie okręty podwodne. Po przekazaniu drogą radiową meldunku o spotkaniu, z bazy wystartowały dwa B-25 z rozkazem odszukania i zniszczenia U-Bootów, nie mogły jednak odnaleźć niemieckich okrętów. Tego samego dnia brytyjskie władze we Freetown poinformowały Ascension o zatopieniu „Laconii” i planie skierowania na miejsce katastrofy statku „Empire Haven”. W wiadomości nie znalazła się jednak informacja o wysiłkach Hartensteina dla ratowania rozbitków, ani o jego propozycji neutralizacji rejonu akcji ratowniczej, ani o tym, że na miejsce zdarzenia zdążają okręty podległe rządowi Vichy. Wiadomość zawierała jednak prośbę o zapewnienie osłony powietrznej w czasie prowadzenia akcji ratowniczej przez „Empire Haven”. Według Ascession określone w wiadomości miejsce zatopienia znajdowało się zbyt daleko dla B-25, zapowiedziało jednak wsparcie następnego dnia ze strony odbywającego doraźny lot B-24 Liberatora.

## Aliancki atak
16 września rano Hartenstein poinformował Dönitza, że przekazał Würdemannowi 132 rozbitków i że stara się utrzymać razem dryfujące na dużym obszarze szalupy i tratwy. Zgodnie z rozkazem, zamierzał pozostać na miejscu do czasu przybycia francuskich okrętów. Nie wiedział jednak, że Würdemann wyłowił jeszcze dwunastu Włochów, zwiększając liczbę rozbitków na pokładzie U-506 do 142 osób, w tym dziewięciorga kobiet i dzieci. Schacht przeniósł z U-507 do szalup dwudziestu trzech Włochów i jednego Brytyjczyka aby zrobić miejsce dla dalszych 13 kobiet i szesnaściorga dzieci, skutkiem czego liczba osób na jego pokładzie wzrosła do 161 (129 Włochów, 16 dzieci, 15 kobiet i 1 oficer brytyjski). W pobliżu U-507 znajdowało się siedem łodzi ratunkowych, na których było 350 ludzi, w tym 35 Włochów. Rankiem 16 września z Ascension wystartował dowodzony przez Jamesa Hardena Liberator z pełnym ładunkiem bomb lotniczych i głębinowych, O godzinie 9.30 Harden zauważył U-156 ze 115 rozbitkami na pokładzie, który ciągnął już cztery przepełnione ludźmi łodzie ratunkowe i przygotowywał się do wzięcia na hol kolejnej. Po dostrzeżeniu samolotu, Hartenstein rozwinął nad mostkiem ręcznie zrobioną flagę Czerwonego Krzyża o wymiarach 180×180 cm i usiłował porozumieć się z nim przy użyciu lampy sygnałowej. Harden odleciał na bezpieczną odległość, przesłał opis sytuacji do Ascension i zażądał instrukcji. Dowódca dywizjonu Robert Richardson, nie wiedząc nic o propozycji Hartensteina zmierzającej do czasowego zawieszenia ognia, ani o prowadzonej przez U-506, U-507 i „Cappeliniego” akcji ratowniczej, odpowiedział; „Zatopić okręt podwodny”. Harden zawrócił do U-156 i okrążył go, aby zaatakować. W oficjalnym raporcie stwierdził później, że szalupy odpłynęły od okrętu podwodnego i że przy pierwszym podejściu zrzucił trzy bomby głębinowe. Dwie z nich spadły dość daleko, lecz jedna „uderzyła 3 metry za rufą”. Hartenstein jednak w swoim raporcie podał, że w chwili gdy B-24 ponownie się pojawił, cztery łodzie ratunkowe nadal były na holu. Gdy zobaczył otwierające się drzwi luku bombowego, rozkazał odciąć linę holowniczą, aby móc wykonać alarmowe zanurzenie. Jedna z dwóch bomb spadła wśród ludzi, wyrzucając rozbitków do wody i powodując wywrócenie się jednej z łodzi do góry dnem.

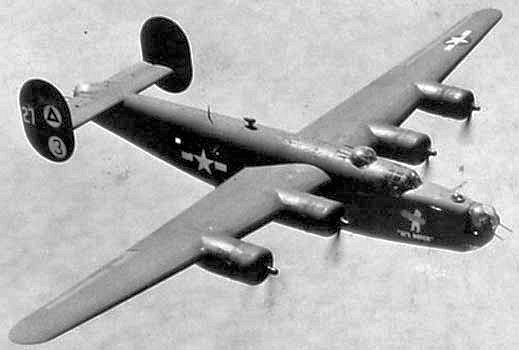
B-24 Liberator

Harden atakował czterokrotnie, po czym odleciał, gdy w luku skończyły się bomby. Jedna z nich eksplodowała blisko centrali bojowej okrętu, a znajdujący się pod pokładem marynarze poinformowali o zalewaniu silników wodą oraz o rozchodzącym się zapachu chloru z rozbitych baterii. Dowódca U-156 rozkazał wszystkim rozbitkom (Włochom i Brytyjczykom) opuszczenie okrętu, swojej załodze zaś nałożenie kamizelek ratunkowych i przygotowanie się do zejścia z U-Boota. Trzykrotnie też nadał na czterech różnych częstotliwościach stosowany przez niemieckie okręty podwodne sygnał wzywający pomocy. Na szczęście okazało się, że uszkodzenia nie są w rzeczywistości poważne. Przecieki zostały łatwo załatane i choć zostało rozbitych siedem baterii akumulatorowych, nie wydzielał się też chlor. Hartenstein zanurzył swój okręt oddalając się z miejsca zbombardowania, nadał też do Niemiec meldunek informujący o ataku oraz o tym, że zaprzestał udzielania pomocy i usunął rozbitków z okrętu. Jak dał wyraz w swoich pamiętnikach, po otrzymaniu wiadomości o ataku Dönitz był wściekły. Sprzeciwił się jednak naleganiom członków swojego sztabu na przerwanie akcji ratunkowej, twierdząc, że skoro raz zabrał się za udzielanie pomocy „nie może teraz wyrzucić tych ludzi za burtę”. Nakazał wobec tego Hartensteinowi niebranie dalszego udziału w akcji, dowódcom U-506 i U-507 polecił jednak, aby kontynuowali akcję. Nie ufać jednakże flagom Czerwonego Krzyża, przemieścili oni wszystkich rozbitków z wyjątkiem Włochów do łodzi ratunkowych i utrzymywali swoje okręty w pełnej gotowości do zanurzenia i prowadzenia działań bojowych. Tego samego dnia na miejsce przybył włoski okręt „Cappelini”. Nie będąc w pełni świadomym tego co się stało, zobaczył w wodzie setki ludzkich ciał zmasakrowanych przez rekiny. Następnie napotkał dwie łodzie ratunkowe pod żaglami – w jednej z nich znajdowało się 50 rozbitków, na drugiej zaś czterdziestu mężczyzn i czterdzieści troje kobiet i dzieci. Ponieważ odmówili przejścia na jego pokład, przekazał im żywność, wodę i papierosy oraz wskazał kierunek ku oddalonemu o 600 mil wybrzeżu Afryki. Na napotkanych po południu kolejnych, na wpół zatopionych, łodziach znajdowali się Brytyjczycy, Polacy i wielu Włochów. Umieścił pod swoim pokładem 49 najsłabszych Włochów, na górny pokład natomiast wziął „wielu” Polaków i Brytyjczyków. Usiłował następnie odnaleźć któryś z okrętów francuskich. Włoscy jeńcy powiedzieli dowódcy swojego okrętu, że Brytyjczycy traktowali ich po barbarzyńsku i prawdopodobnie 1400 innych Włochów poszło na dno wraz ze statkiem, zamkniętych w jego ładowniach.
Następnego dnia B-25 z bazy Ascension i czasowo jedynie tam stacjonujący B-24, przez cały dzień prowadziły działania przeciwpodwodne. Dowódca dywizjonu Richardson zobaczył ze swojego B-25 grupę łodzi ratunkowych z „Laconii” i powiadomił o ich pozycji brytyjski statek ratowniczy „Empire Haven”. Harden na B-24 zauważył i zaatakował U-506 Ericha Würdemanna, który nadal miał na pokładzie Włochów, kobiety i dzieci, jednak przy pierwszym ataku bomby zakleszczyły się w luku i nie wypadły, przy drugim natomiast podejściu zrzucił dwie bomby o wadze 225 kilogramów i dwie stu pięćdziesięciokilogramowe bomby głębinowe. Do tego czasu jednak, U-506 zszedł już głęboko pod wodę i nastawione na eksplozję na niewielkiej głębokości bomby nie wyrządziły mu żadnych szkód Po otrzymaniu od Brytyjczyków z Freetown kolejnej wiadomości, że trzy francuskie okręty rządu Vichy znajdują się w drodze z Dakaru, Ascension błędnie zrozumiało, że jednostki te zamierzają dokonać inwazji na wyspę, skutkiem czego cały garnizon zaczął się przygotowywać do jej odparcia. 17 września te trzy francuskie jednostki przybyły na miejsce zatopienia „Laconii” i zaczęły zbierać rozbitków z łodzi ratunkowych, wyławiać ich z wody lub przejmować z pokładów U-Bootów. Krążownik „Gloire” uratował 52 Brytyjczyków z łodzi ratunkowych i polecił Würdemannowi i Schachtowi, aby umieścili swoich ponad trzystu rozbitków na pokładzie kanonierki „Annamite”, podczas gdy sam poszukiwał pozostałych ocalałych z „Laconii”. Do nocy z 17 na 18 września, „Gloire” znalazł jeszcze 684 ludzi w tratwach i łodziach ratunkowych, a także kurczowo trzymających się pływających szczątków statku. Następnego dnia krążownik ponownie spotkał się z „Annamite”, aby zabrać z jego pokładu ponad trzystu rozbitków, w rezultacie czego ich liczba na „Gloire” wzrosła do 1041: 597 Brytyjczyków (w tym 48 kobiet i dzieci), 373 Włochów, 70 Polaków oraz jeden Grek. Następnie okręt obrał kurs do Casablanki przez Dakar, pozostawiając dwie kanonierki, aby dalej prowadziły akcję poszukiwawczo-ratunkową. 19 września „Cappellini” spotkał się z „Dumont d’Urville” i umieścił na pokładzie tej kanonierki czterdziestu dwóch Włochów. Zgodnie z otrzymaną instrukcją, zatrzymał u siebie dwóch brytyjskich oficerów jako jeńców wojennych oraz sześciu włoskich rozbitków, którzy ich pilnowali, po czym popłynął bezpośrednio do Bordeaux. Do wybrzeży Afryki dotarły później kolejne dwie łodzie ratunkowe z dwudziestoma dwoma rozbitkami. Według przybliżonych szacunków, w katastrofie „Laconii” zginęło 1600 z 2725 osób, w tym około 1000 z 1800 włoskich jeńców wojennych.

## Konsekwencje incydentu
Po przekazaniu rozbitków na „Annamite”, U-506 i U-507 złożyły Dönitzowi raport o podjętych działaniach. Ponadto Schacht – dowódca U-507 – w kilku długich depeszach powiadomił swoje dowództwo o zarzutach Włochów w sprawie ich złego traktowania przez Brytyjczyków. W jednej z nich opisał także pomoc jakiej udzielił brytyjskim i polskim rozbitkom. Ta depesza spowodowała upomnienie jej autora ze strony Dönitza:

Podjęcie akcji było błędem. Okręt został wysłany, aby ratować włoskich aliantów, a nie Anglików i Polaków, i opiekować się nimi.

Kiedy 17 września zakończono akcję ratowniczą, Dönitz był zły. Uważał, że Hartenstein wykazał się słabą umiejętnością oceny sytuacji, sądząc, że istniało milczące wstrzymanie działań bojowych. Nie można ufać aliantom. Wszyscy trzej dowódcy niesłusznie narażali swoje okręty na niebezpieczeństwo, zabierając na pokłady zbyt wielu rozbitków i holując łodzie ratunkowe, co uniemożliwiało alarmowe zanurzenie, na skutek czego U-156 oraz U-506 o mały włos nie zostały zniszczone w wyniku ataków z powietrza. Niepotrzebnie okazano zbytni humanitaryzm w stosunku do Polaków i Brytyjczyków. Wyrzucał też błędy Schachtowi, który wysyłał zbyt rozwlekłe meldunki, które mogły zostać namierzone przez nieprzyjaciela. Dönitz od dawna już napominał swych kapitanów, przypominając im o obowiązujących rozkazach nr 154 i 173, aby nie narażali okrętów na niebezpieczeństwo usiłując ratować rozbitków Muszą zapanować nad naturalnymi odruchami humanitarnymi i być równie twardzi jak nieprzyjaciel. Po incydencie „Laconii” uważał więc, że niezbędne jest ponowne zwrócenie uwagi na te sprawy. 17 września wieczorem, rozesłał surowiej sformułowane powtórzenie poprzednich rozkazów:

1. Należy zaniechać wszelkich prób ratowania załóg zatopionych statków, a więc również wyławiania ludzi pływających w wodzie i umieszczania ich w łodziach ratunkowych, stawiania przewróconych łodzi ratunkowych, przekazywania rozbitkom żywności i wody. Ratunek ten sprzeczny jest z najprymitywniejszymi zasadami prowadzenia wojny, nakazującymi niszczenie nieprzyjacielskich statków i ich załóg.
2. Rozkazy dotyczące zabierania kapitanów i pierwszych mechaników nadal pozostają w mocy.
3. Ratowanie rozbitków może mieć miejsce tylko wówczas, jeśli ich zeznania mogą być ważne dla U-Boota.
4. Bądźcie twardzi, pamiętając, że nieprzyjaciel nie troszczy się o kobiety i dzieci w atakach bombowych na niemieckie miasta.

Powyższy rozkaz znany jest jako Laconia Befehl.
Załodze Hartensteina udało się naprawić uszkodzenia U-156 i okręt wznowił patrolowanie w rejonie Freetown. Dowódca okrętu był zachwycony, gdy na okręt dotarła wiadomość, iż został odznaczony Krzyżem Rycerskim 19 września torpedą i ogniem działa pokładowego zatopił płynący samotnie brytyjski frachtowiec „Quebec City” (4700 BRT), natomiast w październiku nie odnotował żadnych sukcesów. Gdy wrócił do Francji, Dönitz skrytykował jego rolę w sprawie „Laconii” – zwłaszcza zaś wiarę, że może dojść do „milczącego wstrzymania działań bojowych” – poza tym pochwalił jednak „dobrze wykonany patrol”. Würdemann (U-506), który przed zaangażowaniem się w ratowanie rozbitków, zatopił cztery statki w pobliżu Freetown i w Zatoce Gwinejskiej, otrzymał nieco paliwa od Hartensteina i powrócił do sektora patrolu bojowego. Podobnie jak U-156, przed powrotem do Francji jego U-506 również zatopił tylko jeden statek. Schacht na U-507 przed powrotem do Francji, nie odnotował żadnych sukcesów po zakończeniu akcji ratunkowej.

## Proces norymberski
Brytyjski oskarżyciel admirała Dönitza podczas procesu norymberskiego włączył rozkaz Laconia Befehl z 17 września 1942 roku do oskarżenia przeciw Dönitzowi. Stanowił on główny dowód na to, że admirał zachęcał do niehumanitarnych działań wojennych z naruszeniem protokołu w sprawie okrętów podwodnych i postawił zarzut, że rozkaz ten był zawoalowanym poleceniem dla dowódców jednostek, aby umyślnie likwidowali rozbitków z zatopionych statków. Zespołowi brytyjskich prokuratorów, któremu przypadło prowadzenie sprawy Dönitza, udało się odnaleźć ten jedyny dokument dający się z interpretować na korzyść tez oskarżenia. Rozkaz ten, oskarżyciele starali się zinterpretować rozszerzająco, jako „polecenie mordowania rozbitków”. Oskarżenie na podstawie sprawy „Laconii”, wsparte zostało zeznaniami porucznika Josefa Heisinga z U-877 – przyjaciela Augusta Hoffmana, oficera z U-852 skazanego przez sąd brytyjski na karę śmierci za wymordowanie rozbitków z greckiego frachtowca SS „Peleus”. W – jak się później okazało – nadziei uratowania Hoffmana przed plutonem egzekucyjnym, Hesing złożył sądowi brytyjskiemu zaprzysiężone oświadczenie, że w przemówieniu do elewów szkoły oficerskiej w 1942 roku, Dönitz dał wyraźnie do zrozumienia, że mordowanie rozbitków uważa za właściwy i pożądany sposób prowadzenia wojny morskiej.

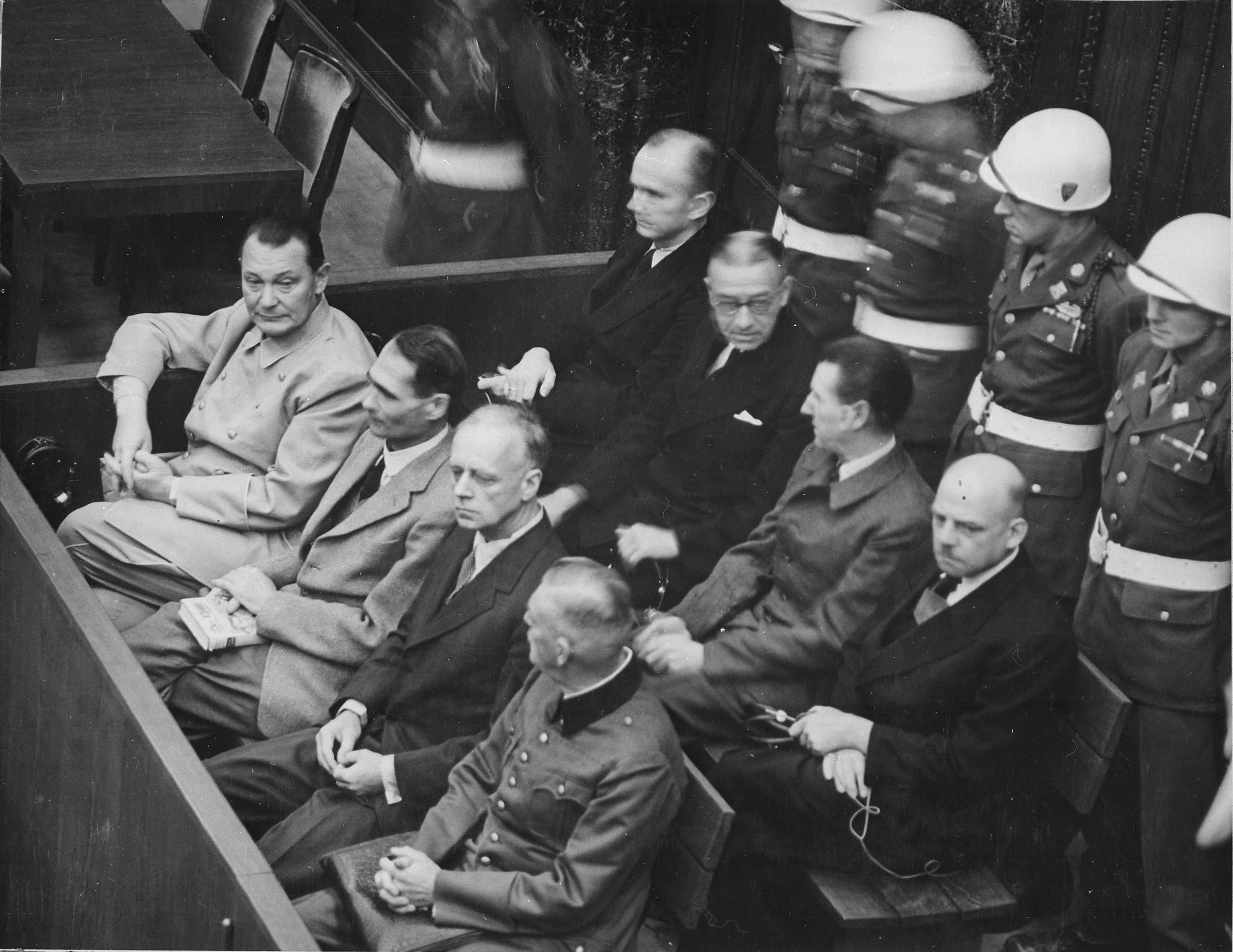
Karl Dönitz (pierwszy z lewej w drugim rzędzie) na ławie oskarżonych w procesie norymberskim.

Broniący admirała Otto Kranzbühler – sędzia cywilny, sprawujący nadzór nad sądem Kriegsmarine – dowodził, że Laconia-Befehl zakazujący udzielania pomocy rozbitkom, był bezpośrednim następstwem ataku lotnictwa alianckiego na U-156 i inne niemieckie okręty podwodne w chwili ratowania przez nie ofiar zatopienia „Laconii” – czyli w okolicznościach, w których ze względów humanitarnych powinno być respektowane czasowe wstrzymanie ognia na tym obszarze. Obrona podnosiła, że zakaz udzielania pomocy nie może być tym bardziej traktowany rozszerzająco – jako zachęta do ich mordowania – że w innym rozkazie, z 20 maja 1942, admirał nakazywał brać do niewoli jak największą liczbę kapitanów i mechaników zatopionych jednostek, co wykluczało się z rzekomym zachęcaniem do mordowania rozbitków. Kranzbühler wskazywał także na fakt, że jeden ze świadków oskarżenia, Reinhard Hardegen jako dowódca U-123 miał na swoim koncie 21 zatopień, nigdy zaś nie uczynił rozbitkom najmniejszej krzywdy.
Prawnicy reprezentujący Dönitza i Raedera wysłali kwestionariusz amerykańskiemu admirałowi Chesterowi Nimitzowi, który w szczegółowo opisał sposób prowadzenia wojny przez amerykańskie okręty podwodne na Pacyfiku. Według rozkazów które weszły w życie pierwszego dnia wojny (7 grudnia 1941) tylko statki szpitalne i inne jednostki mające specjalnie zagwarantowane prawo przejścia nie mogły być atakowane przez okręty podwodne. Podkreślił, że taktyka amerykańska nie była odpowiedzią na żadne japońskie zbrodnie wojenne, według niego wprowadzenie nieograniczonej wojny podwodnej było w pełni usprawiedliwione nagłym japońskim atakiem na Pearl Harbor. W pisemnej odpowiedzi stwierdził, że amerykańskie okręty podwodne zazwyczaj nie prowadziły żadnych akcji ratunkowych stanowiących niebezpieczeństwo dla nich samych i ich załóg, choć często obdarowywano rozbitków gumowymi łodziami i niewielkim zapasem żywności
Amerykański sędzia Trybunału, Francis Biddle, który umożliwił Kranzbühlerowi uzyskanie zeznań admirała Nimitza, stwierdził, że „Niemcy prowadziły o wiele bardziej czystą wojnę [podwodną] niż my” i wypowiedział się za oczyszczeniem admirała Dönitza od zarzutu zbrodni wojennych. Pozostałych siedmiu członków składu sędziowskiego uważało jednak odmiennie oraz uznało, że Dönitz musi ponieść karę i uznało go winnym zarzutów prowadzenia wojny agresywnej i zbrodni wojennych. 1 października 1946 Międzynarodowy Trybunał Wojskowy wymierzył Karlowi Dönitzowi karę 10 lat więzienia.